# Rajongemeinde Zarasai
Die Rajongemeinde Zarasai (Zarasų rajono savivaldybė) ist eine   Rajongemeinde im äußersten Nordosten Litauens im Bezirk Utena.
Die Rajongemeinde umfasst die beiden Städte Zarasai und Dusetos (4367 Einwohner), die 3 Städtchen (miesteliai) Antalieptė, Salakas und Turmantas sowie 793 Dörfer.

## Geschichte
Der sowjetische Rajon Zarasai (Zarasų rajonas) wurde 1950 in Sowjetlitauen aus dem Bezirk Zarasai gebildet. Von 1950 bis 1953 gehörte er der Oblast Vilnius. 1995 wurde die heutige Rajongemeinde Zarasai gebildet.
2001 gab es 22.826 Einwohner.

## Amtsbezirke

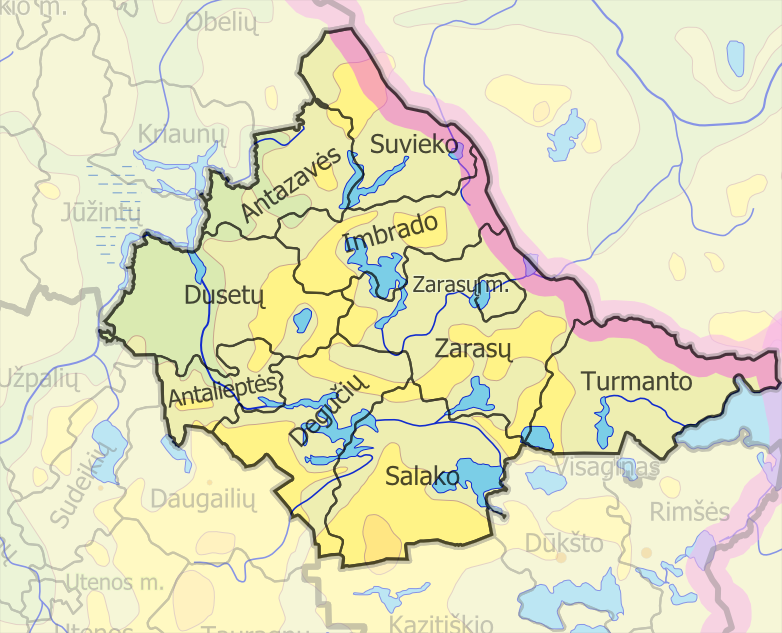
Amtsbezirke der Rajongemeinde Zarasai

Sie ist eingeteilt in 10 Amtsbezirke (seniūnijos), davon 1 Stadtamt und 9 Landämter:
- Antalieptė
- Antazavė
- Degučiai
- Dusetos
- Imbradas
- Salakas
- Suviekas
- Turmantas
- Zarasai Land
- Zarasai Stadt

## Bürgermeister
- 1995: Benjaminas Sakalauskas
- 1997: Arnoldas Abramavičius
- 2000: Kostas Zaleckas
- 2003: Balys Vilimas
- 2007: Arnoldas Abramavičius
- 2023:  	Nikolajus Gusevas
- Seit 2023: Nijolė Guobienė